# Stella Polaris (theater)
Stella Polaris is een theatergroep uit de Finse hoofdstad Helsinki, actief in improvisatietheater. De groep is opgericht in 1990. In dat jaar vatten enkele actrices van het theater van Espoo het plan op om de mogelijkheden van improvisatie voor het theater te onderzoeken. Ze richtten de groep op, volgden de doctrines van Keith Johnstone en zo was het improvisatietheater Stella Polaris een feit.
In 2007 kende de groep elf voltijdse acteurs, vier muzikanten, vier lichtontwerpers en een producer.
De groep besteedt veel aandacht aan training. Training bestaat uit beginnerscursussen, cursussen voor gevorderden en wordt ook gegeven aan bedrijven en scholen.
Stella Polaris bracht een volledige film uit: Kukkia ja sidontaa, oftewel Bloemen en Binding, een in het kuststadje Porvoo opgenomen relaas over menselijke relaties in een kleine gemeenschap. Ook maakte Stella Polaris een tv-serie voor het Finse tv-kanaal MTV3, onder de naam Vapaa Pudotus, oftewel Vrije Val.

## Optredens in België en Nederland
Stella Polaris trad in april 2007 op tijdens het Internationaal Improvisatiefestival in het theater 30CC in Leuven. In januari 2009 trad de groep op tijdens het gelijknamige festival in Amsterdam.